# 久勢王
久勢王（くぜおう、生没年不詳）は、奈良時代の皇族。名は久世王とも記される。浄大参・川島皇子の孫で、従四位下・三室王の子とする系図がある。官位は正五位上・木工頭。

## 経歴
天平9年（737年）無位から従五位下に叙爵され、翌天平10年（738年）内蔵頭に任ぜられる。天平18年（746年）大学頭に転じる。
天平勝宝元年（749年）孝謙天皇の即位に伴い従五位上に昇叙され、天平勝宝9歳（757年）正五位下となる。
淳仁朝では備後守・木工頭を歴任し、称徳朝の天平神護元年（765年）正五位上に至る。

## 官歴
『続日本紀』による。
- 天平9年（737年） 8月28日：従五位下（直叙）
- 天平10年（738年） 閏7月7日：内蔵頭
- 天平18年（746年） 9月19日：大学頭
- 天平勝宝元年（749年） 7月2日：従五位上
- 天平勝宝9歳（757年） 5月20日：正五位下
- 天平宝字3年（759年） 11月5日：備後守
- 天平宝字8年（764年） 正月21日：木工頭
- 天平神護元年（765年） 正月7日：正五位上

## 系譜[1]
- 父：三室王
- 母：不詳
- 妻：不詳
  - 男子：淡海豊庭